# Канижа (Іванець)
Ка́нижа (хорв. Kaniža) — населений пункт на північному заході Хорватії, у Вараждинській жупанії, адміністративно належить до громади міста Іванець. 

## Населення
Населення за даними перепису 2011 року становило 287 осіб. За останні п'ятдесят років чисельність населення не зазнавала сильних коливань, а найбільше мешканців налічувалося у 1991 році.
Динаміка чисельності населення поселення:
Примітка: До 1900 і від 1981 року поселення значилося як Каніжа, і з 1910 до 1971 року відомості подавалися під назвою Каніжа-Іванецька. У 2001 році площу збільшено за рахунок частини населеного пункту Гечковець. З 1857 по 1991 частина даних відносилася до населеного пункту Гечковець.

## Господарство
Поселення має видовжену форму на площі 2,97 км², будинки місцями скупчені, а місцями віддалені один від одного на 20 м. Попри це, поселення становить єдине ціле. Землеволодіння розпорошені, орних земель дуже мало. З огляду на рівень розвитку, Каніжа має перехідний тип. Тільки одне домогосподарство займається сільським господарством і живе з нього, а більшість сімей мають город, садок і/або виноградник, якими займаються тільки у вільний час. У поселенні діє близько 10 приватних підприємств різних видів діяльності, таких як продаж автомобілів, текстилю, монтаж вікон, малярські роботи тощо. 

## Клімат
Середня річна температура становить 9,99°C, середня максимальна – 23,92°C, а середня мінімальна – -6,06°C. Середня річна кількість опадів – 948 мм.
| Клімат поселення                              | Клімат поселення | Клімат поселення | Клімат поселення | Клімат поселення | Клімат поселення | Клімат поселення | Клімат поселення | Клімат поселення | Клімат поселення | Клімат поселення | Клімат поселення | Клімат поселення | Клімат поселення |
| Показник                                      | Січ.             | Лют.             | Бер.             | Квіт.            | Трав.            | Черв.            | Лип.             | Серп.            | Вер.             | Жовт.            | Лист.            | Груд.            |                  |
| Середній максимум, °C                         | 5,70             | 7,47             | 11,69            | 15,86            | 20,80            | 23,92            | 23,26            | 22,64            | 18,68            | 13,71            | 8,14             | 4,22             |                  |
| Середня температура, °C                       | −0,18            | 1,58             | 5,81             | 9,99             | 14,92            | 18,03            | 19,78            | 19,16            | 15,20            | 10,23            | 4,66             | 0,72             |                  |
| Середній мінімум, °C                          | −6,06            | −4,31            | −0,08            | 4,10             | 9,03             | 12,16            | 16,30            | 15,68            | 11,70            | 6,74             | 1,17             | −2,76            |                  |
| Норма опадів, мм                              | 46               | 49               | 64               | 73               | 81               | 110              | 95               | 97               | 90               | 90               | 87               | 66               |                  |
| Середньомісячна швидкість вітру, м/с          | 1.90             | 2.10             | 2.49             | 2.46             | 2.30             | 2.06             | 2.00             | 1.80             | 1.80             | 1.88             | 1.98             | 1.98             |                  |
| Середньомісячна сонячна радіація, кДж/м²·день | 4060             | 6824             | 10537            | 14851            | 18873            | 20733            | 21425            | 18592            | 13807            | 8646             | 4578             | 3273             |                  |
| --------------------------------------------- | ---------------- | ---------------- | ---------------- | ---------------- | ---------------- | ---------------- | ---------------- | ---------------- | ---------------- | ---------------- | ---------------- | ---------------- | ---------------- |
| Джерело:                                      |                  |                  |                  |                  |                  |                  |                  |                  |                  |                  |                  |                  |                  |

## Історичні пам'ятники

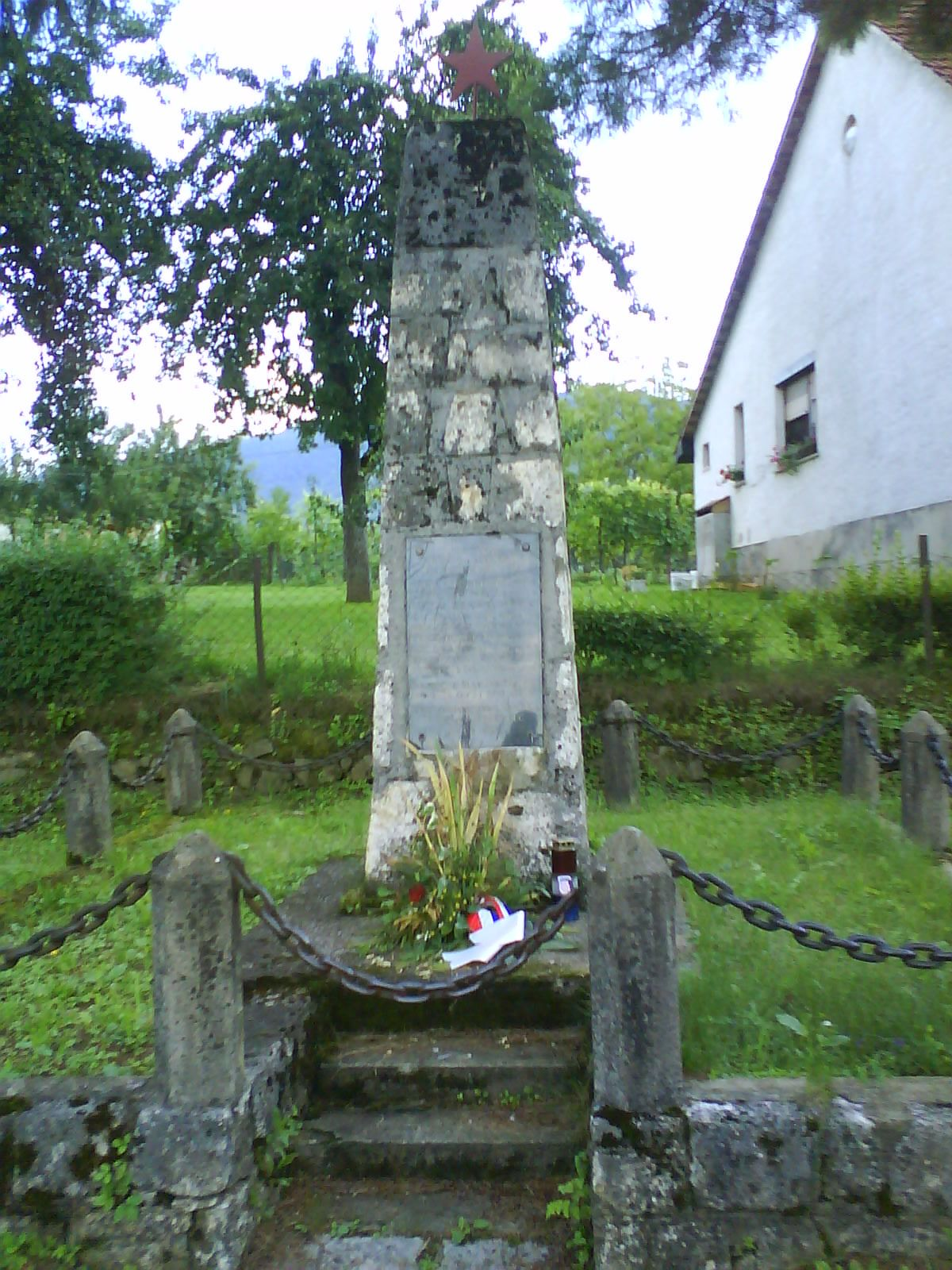
Пам'ятник полеглим учасникам національно-визвольної боротьби

На території Каніжі є два історичні пам'ятники. Перший височить на межі Каніжі і Гечковця та споруджений на честь загиблих антифашистів часів Другої світової війни. На плиті, яка міститься на пам'ятнику, зазначені всі особи з територій цих двох сусідніх населених пунктів, які полягли під час війни. Пам'ятник установив Союз ветеранів національно-визвольної війни 27 липня 1955 р.
Другий пам'ятник розташований неподалік Каніжі в лісі Туряч. У народі пам'ятник відомий як «вівтар». Його виготовлено з каменю, він міститься на узвишші, де, за переказами, колись стояла церква, але ангели через злих людей забралися і від церкви залишився тільки вівтар. Переказ свідчить, що ангели забралися в легендарний Марпург (хорв. Marpurg), а де він знаходиться, ніхто не знає. Тим не менш, наукові дослідження показують, що, ймовірно, камінь кельтського походження і його поставили там кельтські священики — друїди, а подібні кам'яні блоки знаходяться і у Великій Британії та Ірландії.